# Hannah Russell
Hannah Russell es una nadadora paralímpica británica que compite en eventos de clasificación S12. En 2012, se convirtió en campeona británica de S12 en los 100 metros espalda y se clasificó para los Juegos Paralímpicos de verano de 2012, donde ganó una medalla de plata en estilo libre de 400 metros y bronce en estilo mariposa de 100 metros. En los Juegos Paralímpicos de 2016 ganó la medalla de oro en evento de 100 metros espalda con registro de 1:06:06 ganando el récord mundial.

## Carrera

### Camino a Londres 2012
Russell nació en Ottershaw, Surrey el 5 de agosto de 1992. Tiene una discapacidad visual y comenzó a nadar a la edad de cinco años, primero se unió al Woking Swimming Club, antes de mudarse al Guildford City Swimming Club a la edad de doce años. Fue educada en la escuela de Gordon en West End en Surrey, antes de cambiar a Kelly College en Tavistock. En 2010, fue reclutada a través de la iniciativa 'Playground to Podium', un sistema británico para detectar el talento deportivo en jóvenes con discapacidad. Después de ser clasificada como S12 en 2011, ingresó en el Campeonato Europeo de IPC 2011, en Berlín. Allí ganó dos medallas, plata en los 100  m espalda y bronce en los 100  m mariposa. En 2012, participó en el Campeonato Británico de 2012, obteniendo otras dos medallas, oro en los 100   m espalda y plata en el 400  m estilo libre .  Durante el Campeonato Británico, rompió el récord europeo en el evento de 100  m espalda S12, con un tiempo de 1: 09.52. Más tarde ese mes, en el Campeonato Nacional de Natación Júnior y Juvenil en Sheffield, rompió dos récords mundiales S12, en 400  m estilo libre y 100  m espalda.
Aunque afirmó que su objetivo era clasificar para los Juegos Paralímpicos de Verano 2016 en Río, sus resultados fueron lo suficientemente buenos como para formar parte del equipo de natación de Gran Bretaña para los Juegos de 2012 en Londres. A los 16 años, era uno de los miembros más jóvenes del equipo, y participó en cinco eventos S12: 50   m estilo libre, 100   m estilo libre, 400   m estilo libre, 100   m espalda, 100   m mariposa. En su primer evento, el 400 m  estilo libre, nadó su mejor marca personal de 4: 38.60 para llevarse la plata, su primera medalla paralímpica. Terminó 0,71 segundos detrás de Oxana Savchenko de Rusia. Ganó su segunda medalla de los Juegos, un bronce, en los 100   m mariposa.

### Montreal a Río
En 2013, ingresó a su primer Campeonato Mundial de Natación IPC cuando viajó a Montreal como parte del equipo de Gran Bretaña. Allí ganó cinco medallas, una de bronce en el estilo libre de 400 m, tres de plata en el estilo libre de 50 m, estilo libre de 100 m y mariposa de 100 m, y se convirtió en campeona mundial en los 100 m espald. Al año siguiente participó en el Campeonato Europeo de Natación IPC 2014 en Eindhoven. En los juegos continuó su rivalidad con la rusa Darya Stukalova, que comenzó en Montreal. Ganó seis medallas, todas de plata, aparte de los 100 metros de espalda por los cuales obtuvo el oro el día de su decimoctavo cumpleaños. Justo después de su decimoctavo cumpleaños, regresó al Woking Swimming Club y ha sido miembro doble del Woking Swimming Club y la City of Manchester Aquatics desde mayo de 2016.  Su último gran evento internacional antes de los Juegos Paralímpicos de 2016 fue el Campeonato Mundial de Natación IPC 2015, celebrado en Glasgow. El Campeonato de 2015 tuvo una lista más limitada de eventos para nadadores de clasificación S12, y Russell ingresó solo en tres eventos, ganando oro en el estilo libre de 50 m y dos medallas de plata en el estilo de espalda de 100 m y estilo libre de 100 m.